# Przerwanki
Przerwanki (deutsch Przerwanken, 1907 bis 1945 Wiesental) ist ein Ort in der polnischen Woiwodschaft Ermland-Masuren, der zur Landgemeinde Pozezdrze (Possessern, 1938 bis 1945 Großgarten) im Powiat Węgorzewski (Kreis Angerburg) gehört.

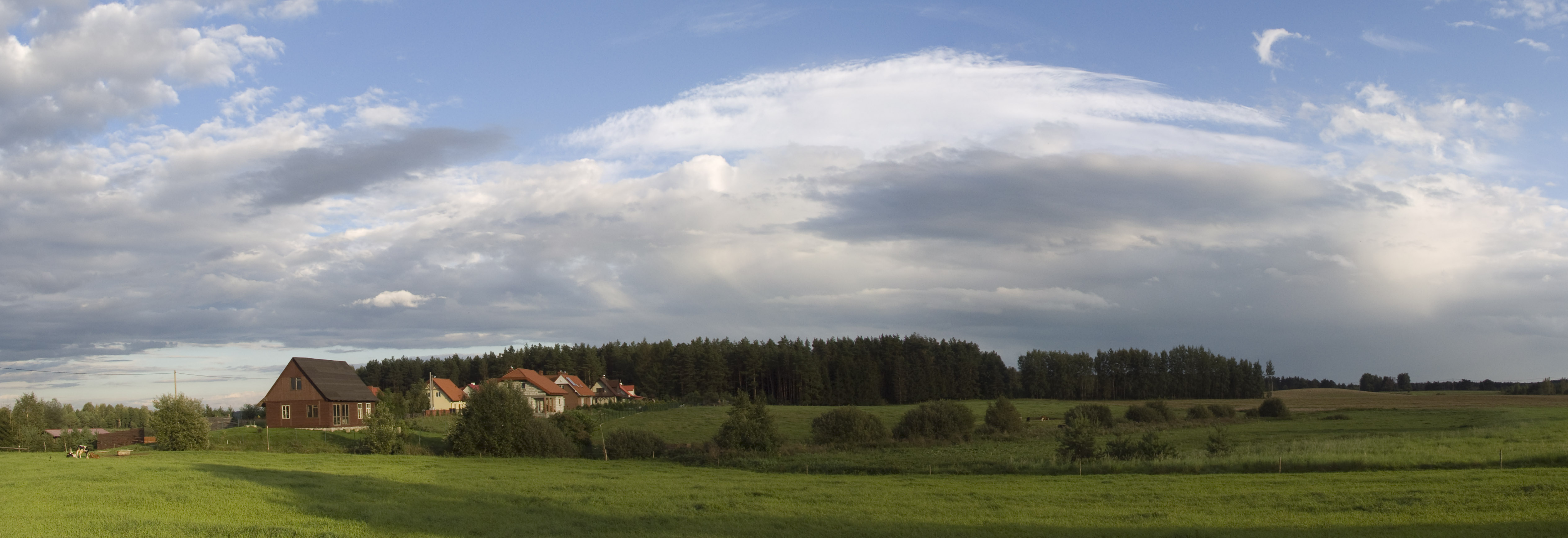
Blick auf Przerwanki (Przerwanken/Wiesental)

## Geographische Lage
Przerwanki liegt am Nordwestufer des Jezioro Gołdopiwo (deutsch Goldapgar See) im Nordosten der Woiwodschaft Ermland-Masuren. Durch den Ort zieht sich das Flüsschen Sapina (deutsch Sapiene). Die Kreisstadt Węgorzewo (deutsch Angerburg) ist 15 Kilometer in nordwestlicher Richtung entfernt.

## Geschichte
Das Gründungsjahr des seinerzeit Spitzenort genannten Dorfes ist das Jahr 1549. In der Folgezeit hiße der Ort Spitzing, Spitzingen (vor 1627), Szerwancken (nach 1774), Sperwancken (nach 1777), Pszerwanken (nach 1785) und Przerwanken (bis 1907). Zur Gemeinde gehörten bis 1945 die Ortsteile Klein Eschenort (polnisch Jasieńczyk) und Wilkusmühle (Wilkus).
Von 1874 bis 1945 war Przerwanken – am 15. Oktober 1907 in „Wiesental“ umbenannt – Amtsdorf und damit namensgebend für einen Amtsbezirk, der zum Kreis Angerburg im Regierungsbezirk Gumbinnen der preußischen Provinz Ostpreußen gehörte.
378 Einwohner waren im Jahr 1910 in Wiesental gemeldet. Ihre Zahl verringerte sich bis 1933 auf 346 und war 1939 gleichbleibend.
1945 kam das Dorf in Kriegsfolge mit dem gesamten südlichen Ostpreußen zu Polen und erhielt die polnische Namensform „Przerwanki“. Ihm zugeordnet ist der Wohnplatz (polnisch przysiółek) Jasieńczyk (Klein Eschenort), der zugleich und mit dem Ort Wilkus (Wilkusmühle) zum Schulzenamt (polnisch sołectwo) Przerwanki gehört. Als solches ist Pzerwanki in den Verbund der Landgemeinde Pozezdrze (Possessern, 1938 bis 1945 Großgarten) im Powiat Węgorzewski (Kreis Angerburg) einbezogen, vor 1998 der Woiwodschaft Suwałki, seither der Woiwodschaft Ermland-Masuren zugehörig.

### Amtsbezirk Przerwanken/Wiesental (1874–1945)
Der Amtsbezirk Przerwanken (ab 1907 „Amtsbezirk Wiesental“) bestand ursprünglich aus fünf, am Ende noch aus vier Dörfern:
| Name              | Änderungsname          | Polnischer Name | Bemerkungen                                      |
| ----------------- | ---------------------- | --------------- | ------------------------------------------------ |
| Gembalken         |                        | Gębałka         |                                                  |
| Klein Strengeln   |                        | Stręgielek      |                                                  |
| Przerwanken, Dorf | 1907–1945: Wiesental   | Przerwanki      |                                                  |
| Przytullen, Dorf  | 1938–1945: Kleinkutten | Przytuły        |                                                  |
| Przytuły, Gut     |                        |                 | 1928 in die Landgemeinde Przytullen eingemeindet |

Am 1. Januar 1945 bildeten noch Gembalken, Kleinkutten, Klein Strengeln und Wiesental den Amtsbezirk.

## Religionen
Przerwanken war bis 1945 in die evangelische Kirche Kutten (polnisch Kuty) in der Kirchenprovinz Ostpreußen der Kirche der Altpreußischen Union als auch in die katholische Kirche Zum Guten Hirten Angerburg (polnisch Węgorzewo) im Bistum Ermland eingepfarrt.
Heute gehört Przerwanki sowohl zur katholischen Pfarrei in Kuty im Bistum Ełk (Lyck) der Römisch-katholischen Kirche in Polen als auch zur evangelischen Kirchengemeinde Węgorzewo, einer Filialgemeinde der Pfarrei in Giżycko (Lötzen) in der Diözese Masuren der Evangelisch-Augsburgischen Kirche in Polen.

## Schleuse Przerwanki

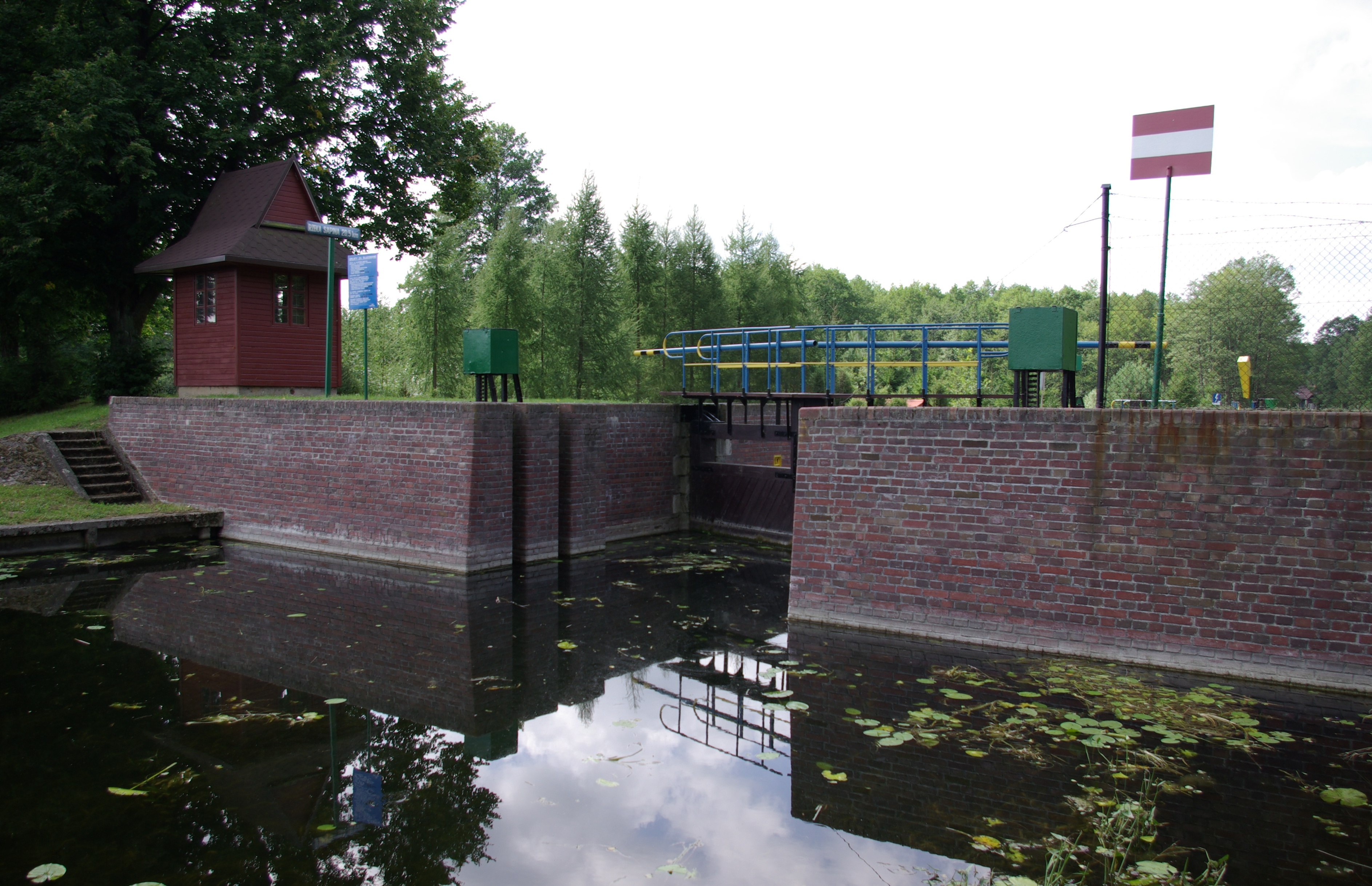
Schleuse Przerwanki

1910 wurde bei Wiesental eine Schleuse gebaut. 1949 wieder hergestellt, ermöglicht sie kleinen Schiffen die Fahrt auf der Sapina vom Jezioro Gołdopiwo zum Jezioro Wilkus (Wilkussee). Die Schleuse hat eine Länge von 25 Metern und eine Breite von vier Metern.

## Verkehr
Przerwanki liegt östlich einer Nebenstraße, die Kruklanki (Kruglanken) über Jakunówko (Jakunowken, 1938 bis 1945 Jakunen) und Grodzisko (Grodzisko, 1925 bis 1938 Schloßberg, 1938 bis n1945 Heidenberg) mit der polnischen Woiwodschaftsstraße DW 650 (frühere deutsche Reichsstraße 136) bei Banie Mazurskie (Benkheim) verbindet.